# Huasicancha (distrito)
Huasicancha é um distrito da província de Huancayo, localizado do Departamento de Junín, Peru. Huansicancha tem a elevação de 3.903 metros e está localizado ao leste de Cercapuquio.

## Transporte
O distrito de Huasicancha não é servido pelo sistema de estradas terrestres do Peru.